# Cristine Rose
Cristine Sue Rose, född 31 januari 1951 i Lynwood, Kalifornien, är en amerikansk skådespelerska.
Hon har haft en mängd roller i olika tv-serier, såsom 7th Heaven, Malcolm in the Middle, Charmed, CSI: Crime Scene Investigation, Go Figure, Star Trek: The Next Generation, Gilmore Girls, How I Met Your Mother, Sabrina tonårshäxan, Clueless, Vänner, The Nanny, Kungen av Queens, Two and a Half Men, Big Love och Six Feet Under. Sedan 2006 har hon spelat rollen som Angela Petrelli i tv-serien Heroes.